# Мечеть Селіміє
Мечеть Селіміє (тур. Selimiye Camii) — мечеть у Едірне побудована турецьким архітектором та інженером Сінаном за наказом турецького султана Селіма II у 1569 — 1575 роках.
Будівля мечеті вважається видатним архітектурним досягненням ісламської культури і османської архітектури. У архітектурний комплекс Селіміє входить традиційний прямокутний двір, який відіграє роль поступового «введення» людини в храм, «підготування» її до належної зосередженості і споглядальності. До мінаретів, висота яких складає 71 м, ведуть три окремі шляхи. Двір і будинок є єдиним цілим комплексом. Такий комплекс будівель називається турецькою külliye і включає в себе лікарню, школу, бібліотеку і лазні, розташовані навколо мечеті, а також медресе, dar-ül hadis (школа хадита) і ряд магазинів. До комплексу належить і мечеть Баязида II (тур. İkinci Beyazıt Külliyesi), в якій зараз розташований музей охорони здоров'я. Висота центрального купола складає 43,28 м і його діаметр 31.28 м. Мармуровий амвон так і кахель мечеті є спадщиною світової культури. У 1878 році при окупації Едірне російськими військами, частину кахелю було розграбовано окупантами та вивезено до Росії.
З 2011 року комплекс Селіміє входить до Світової спадщини ЮНЕСКО.

## Галерея

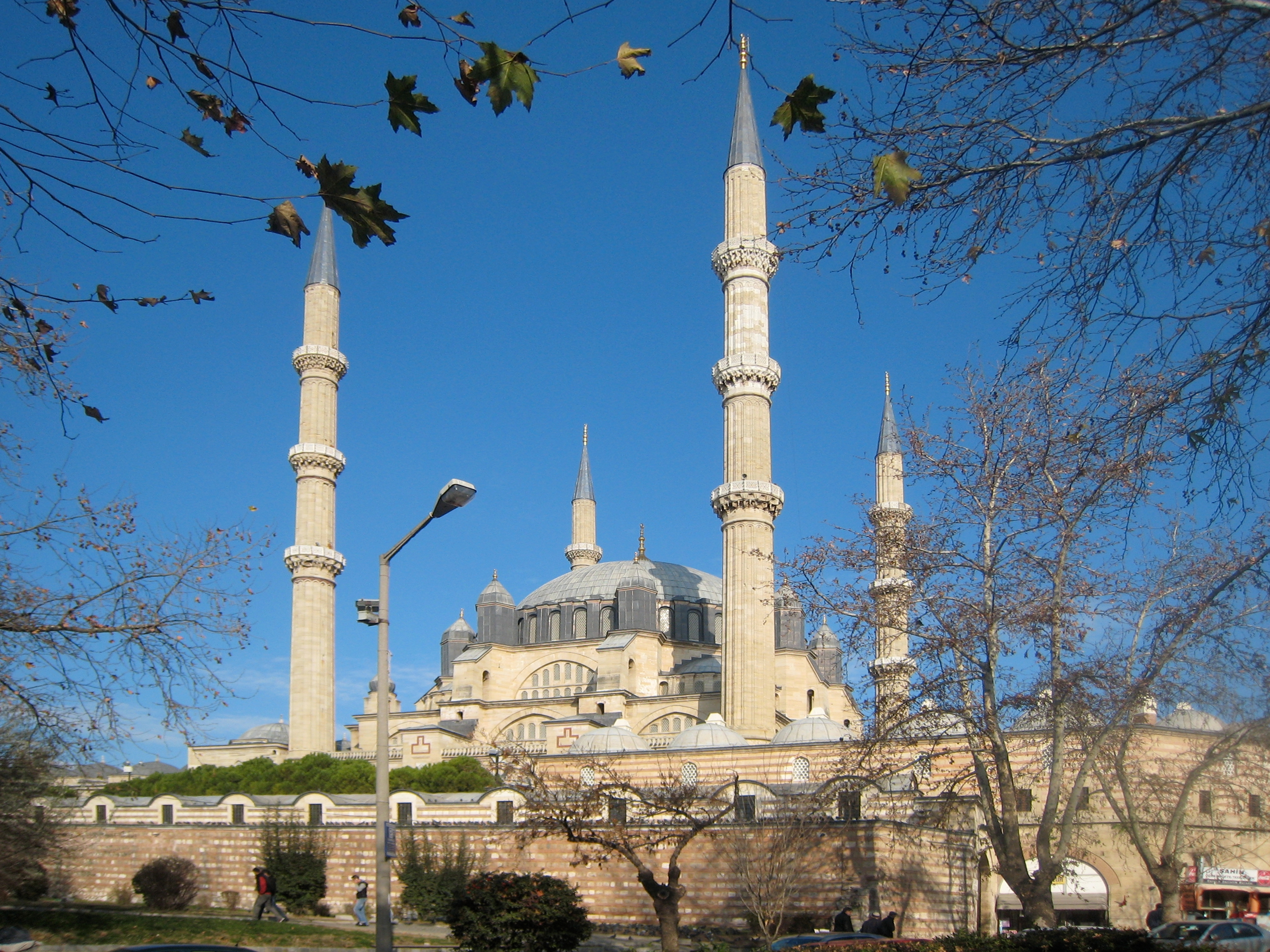
2009
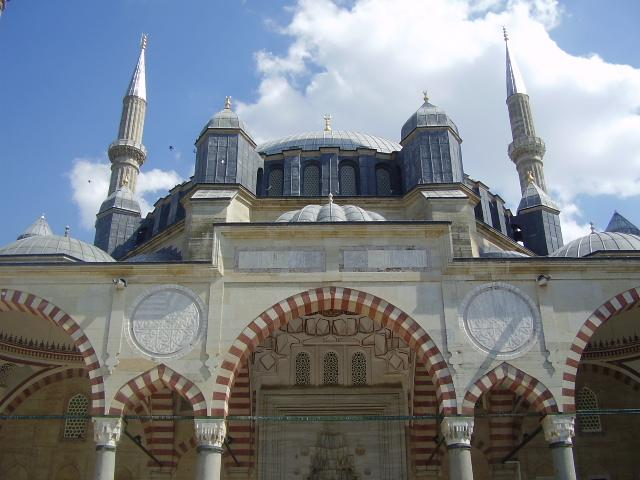
Будівля і мінарети
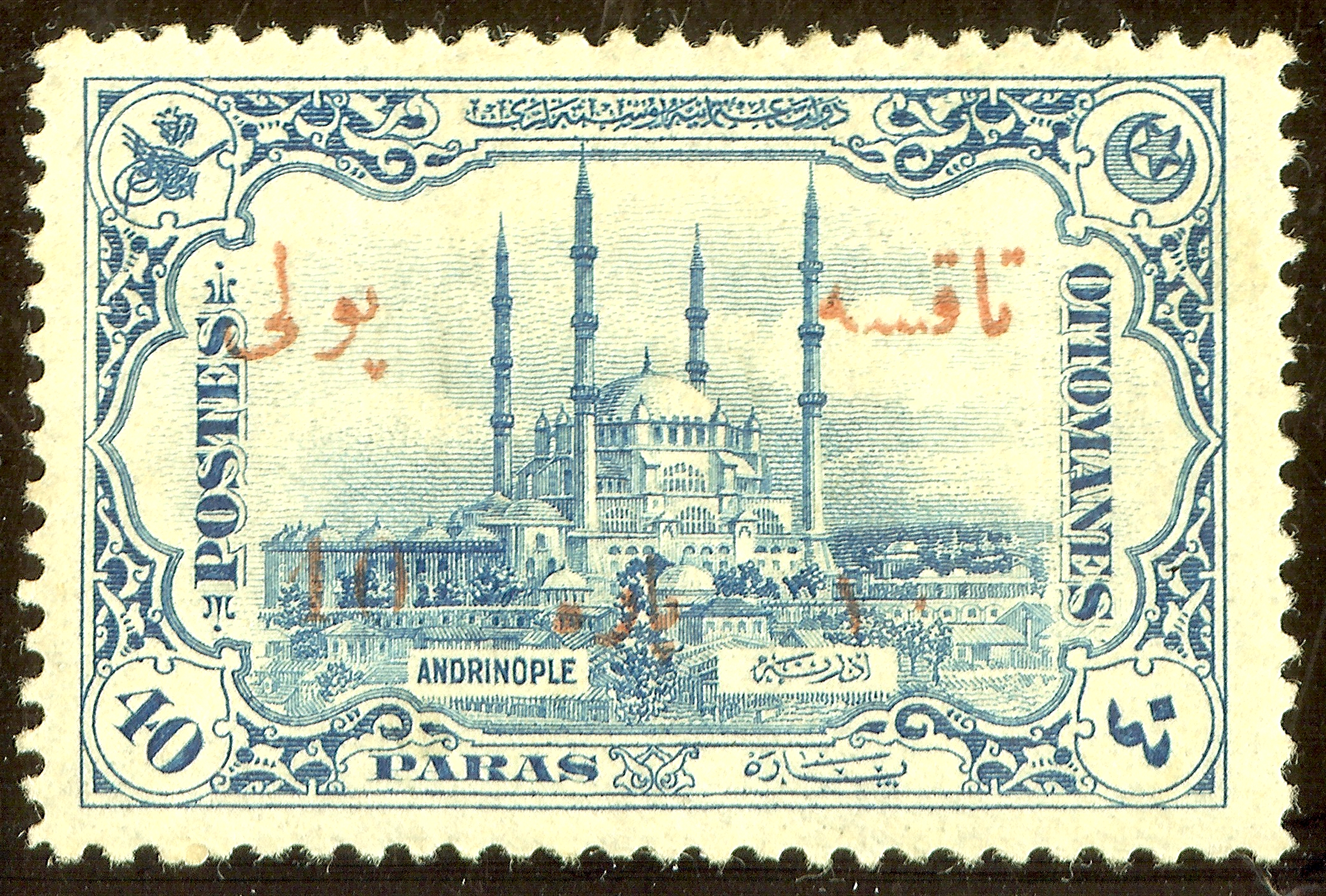
Турецька поштова марка (1913)
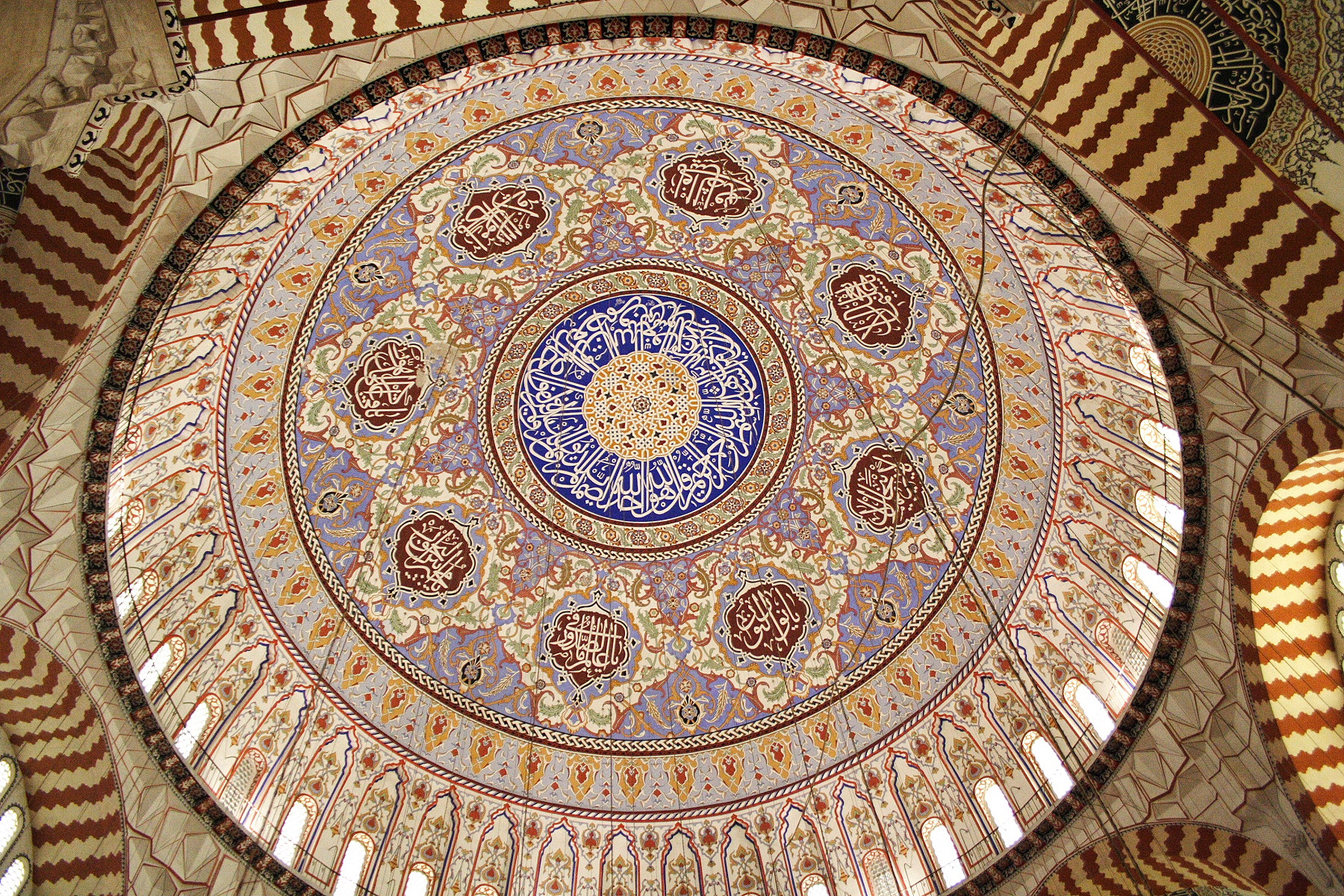
Центральний купол зсередини
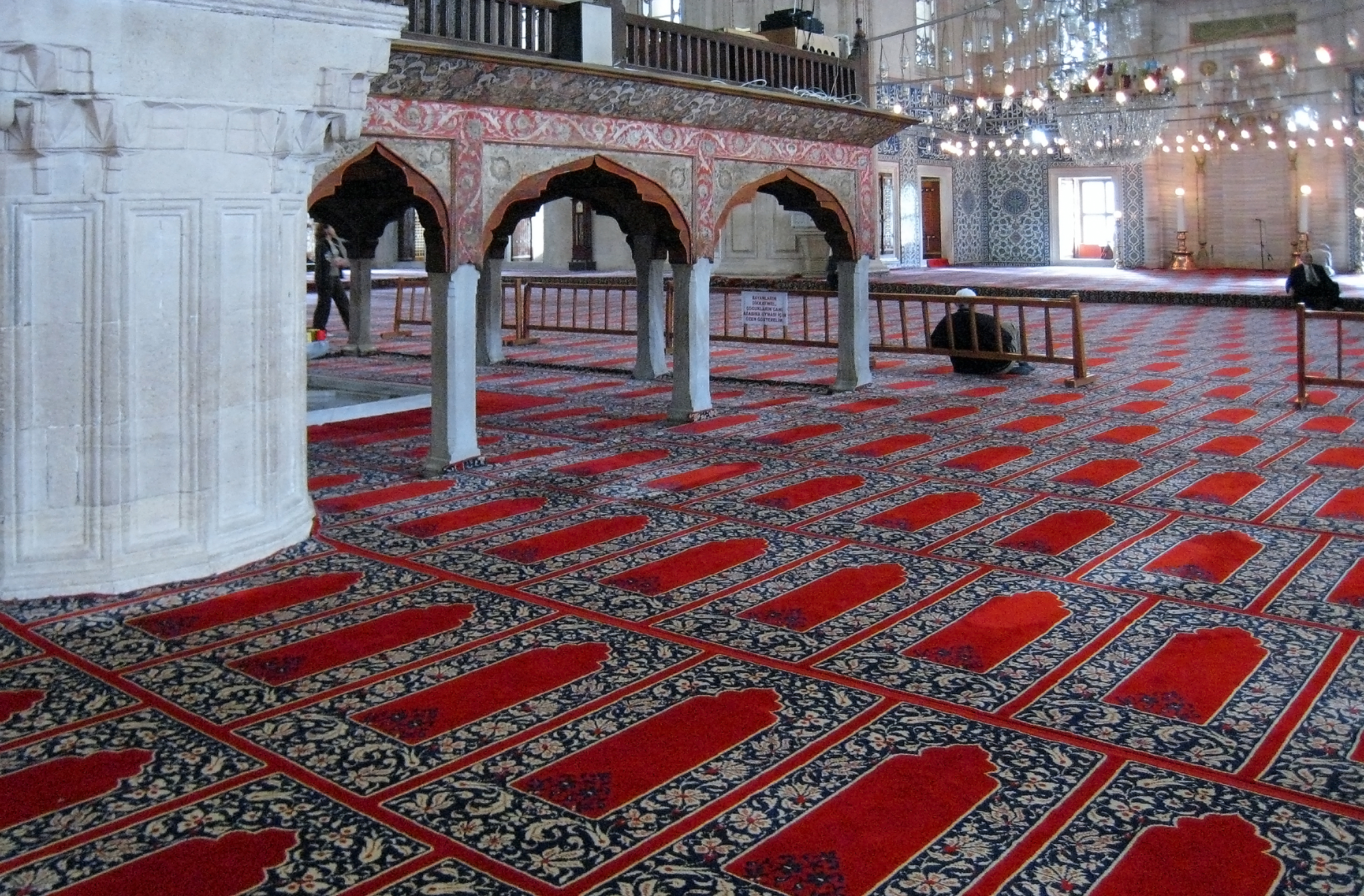
Оздоблення
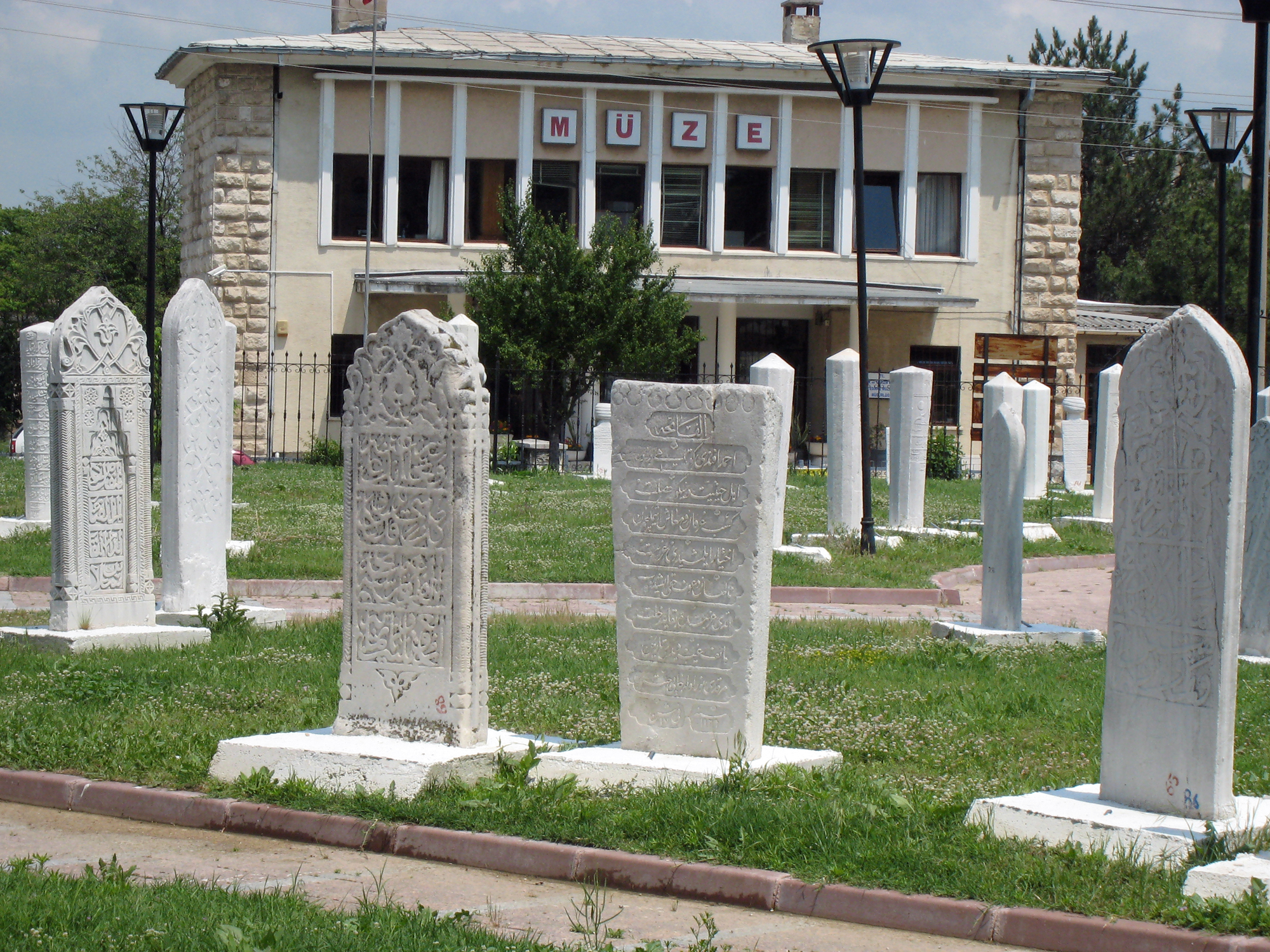
Надгробки османського періоду та музей поруч з мечеттю
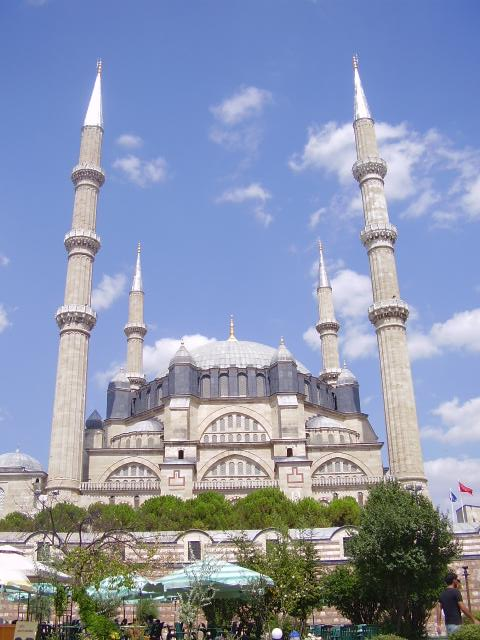
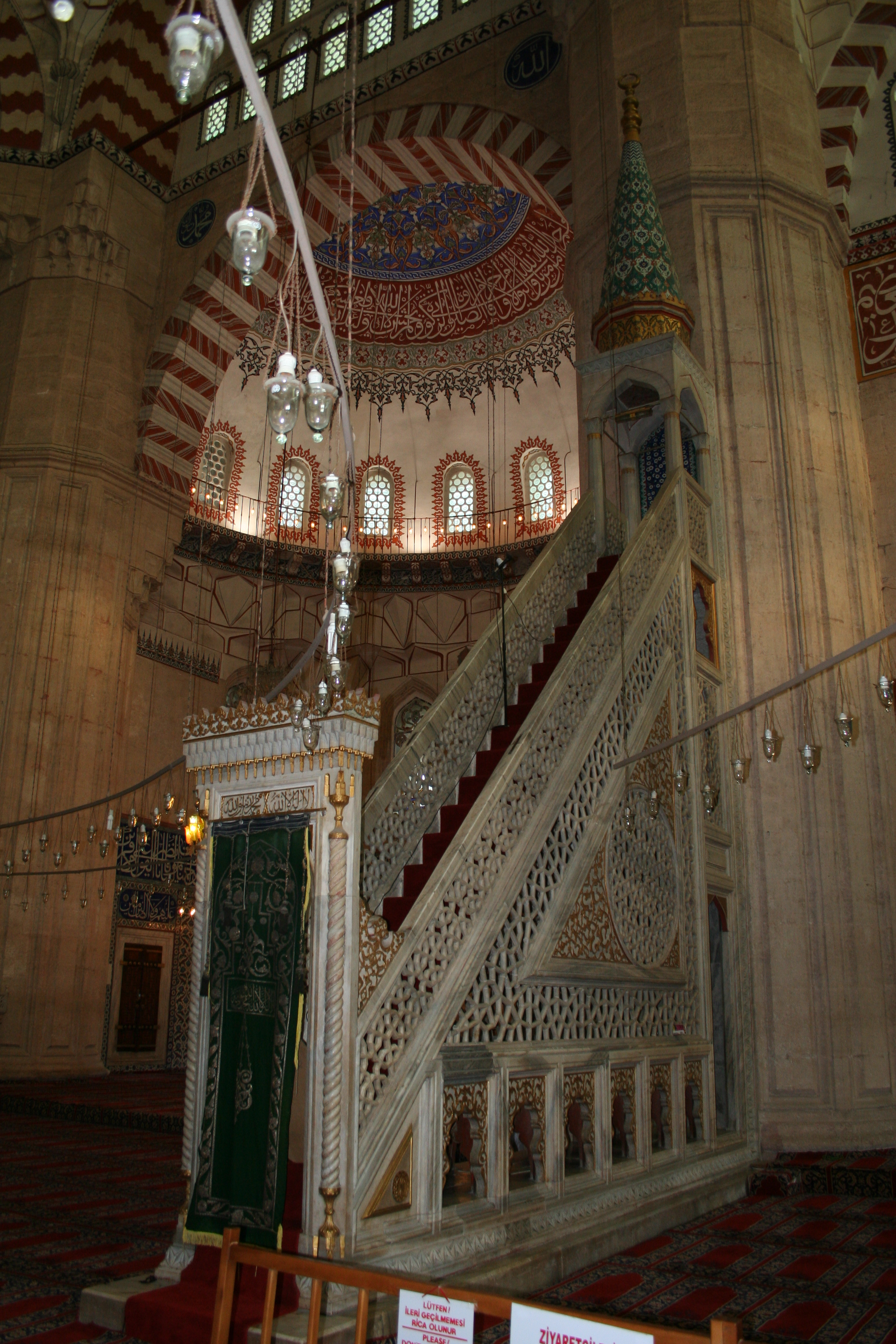
Мінбар
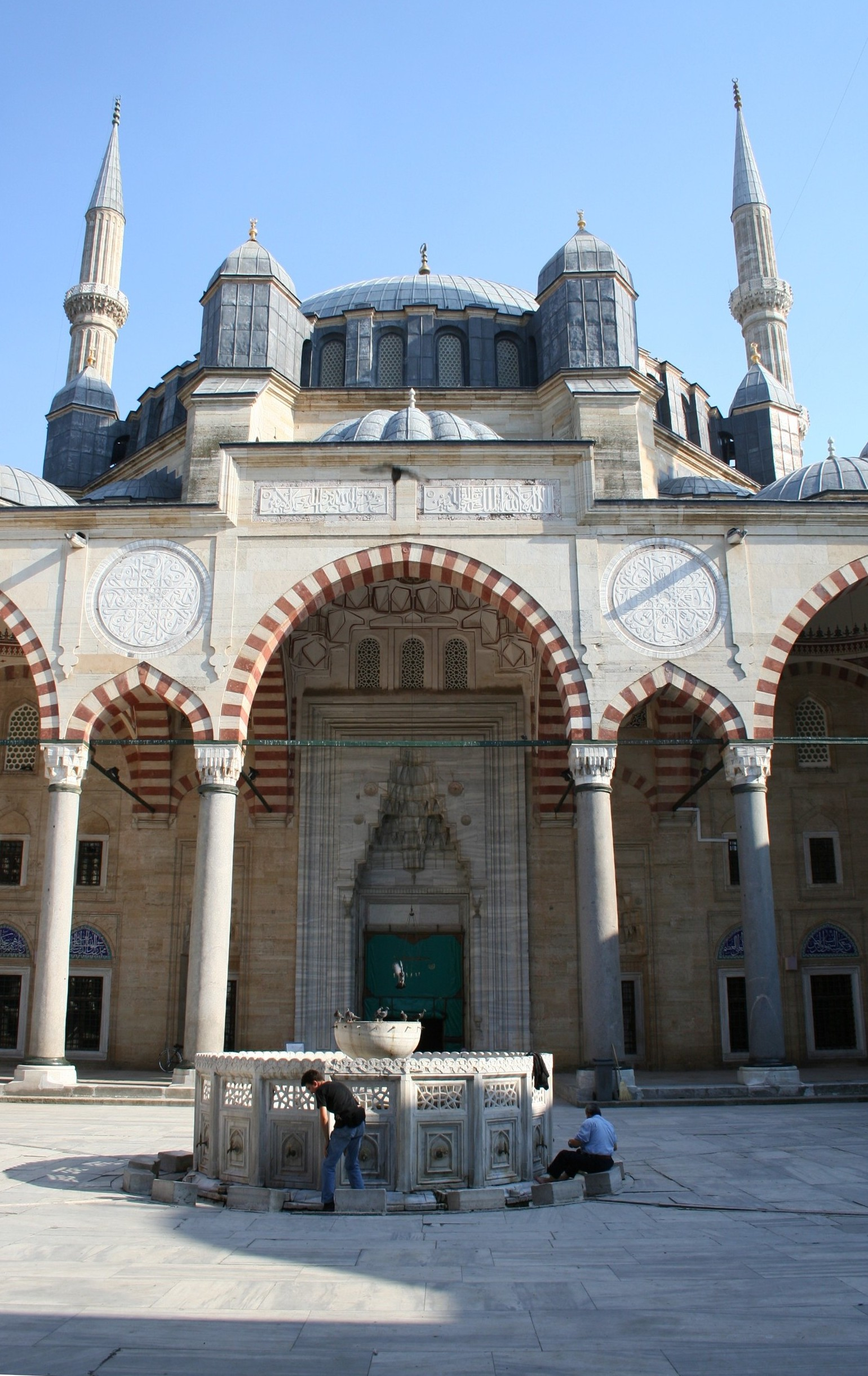